# Fernando Palomo y Aguilar
Fernando Palomo y Aguilar (San Salvador, alcaldía mayor de San Salvador, Capitanía General de Guatemala 22 de septiembre de 1777 - San Salvador, provincia de San Salvador, Capitanía General de Guatemala 29 de julio de 1821) fue un oficial del cuartel del fijo de San Salvador que el 6 de noviembre de 1811, luego de haber triunfado el primer movimiento independentista, fue designado como ayudante de la comandancia de las milicias de esa ciudad, cargo que ocuparía hasta la llegada de José Alejandro de Aycinena como nuevo intendente.

## Biografía
Fernando Palomo y Aguilar nació en San Salvador, alcaldía mayor de San Salvador, Capitanía General de Guatemala el 22 de septiembre de 1777; siendo hijo de José Manuel Palomo y Francisca de Aguilar y Armentera. Se educaría en la ciudad de Guatemala, y se dedicaría a la carrera de las armas. Contraería matrimonio con Manuela Corleto.
Para el año de 1811 era oficial del cuartel del fijo de la ciudad de San Salvador. Después del triunfo del primer movimiento independentista, en cabildo abierto del 6 de noviembre de ese año, fue nombrado como ayudante de la comandancia de las milicias de esa ciudad, que estaba a cargo de su tío José Rafael de Aguilar.
Ejercería como ayudante hasta la llegada, desde Guatemala, de José Alejandro de Aycinena como nuevo intendente; luego de lo cual no se sabe mucho más de él. Fallecería en la ciudad de San Salvador, provincia de San Salvador, Capitanía General de Guatemala, el 29 de julio de 1821.